# Vieux Pont de Sospel
Le Vieux pont est un pont fortifié situé à Sospel, au-dessus de la Bévéra, en France.

## Localisation
Le pont est situé sur la commune de Sospel, dans le département français des Alpes-Maritimes.

## Historique
Au Moyen Âge, Sospel est le chef-lieu de la viguerie du val de Lantosque et du comté de Vintimille.
Le pont de Sospel est placé sur un axe routier important reliant Nice au Piémont par la vallée de la Roya et le col de Tende.
En 1217 est passé un acte « in Cespello ultra pontem » pour la construction d'un pont, en bois ou en pierre. On fait souvent remonter le premier pont de Sospel au XIIe siècle.
Il est probable que le pont a été reconstruit en 1358 quand la cour comtale décida de remettre en état une partie de l'enceinte et le château.
Un pont en maçonnerie est mentionné pour la première fois en 1522 quand une première arche s'était effondrée et qu'il a fallu reconstruire. On voit encore l'amorce de cette arche effondrée sur la pile centrale.
La tour centrale est peut-être plus récente que le pont, mais elle est déjà représentée sur une estampe du Theatrum Sabaudiæ, en 1682.
Bien qu'un nouveau pont ait été construit pour permettre le franchissement de la Bévéra par la nouvelle route Royale Nice-Turin à l'aval du vieux pont en 1773, le vieux pont est amélioré en 1787 par Giacinto Donato qui a reconstruit l'arche nord qui menaçait ruine. La nouvelle arche a été abaissée pour permettre un accès plus facile à la place Saint-Nicolas.
Le pont a été miné et détruit dans la nuit du 27 au 28 octobre 1944 pendant la retraite des troupes allemandes.
Le pont a été reconstruit à l'identique entre 1952 et début 1957 en réutilisant les mêmes pierres.
L'édifice est classé au titre des monuments historiques le 8 juillet 1924.

## Principales dimensions
- longueur : 36.00 m
- largeur de la chaussée sur les arches: 5.50 m
- ouverture des arches sur la Bévéra : 14.00 et 15.00 m
- épaisseur de la pile centrale : 5.00 m